# 相川藤兵衛
相川 藤兵衛（あいかわ とうべい、1906年〈明治39年〉 - 没年不明）は、日本の商人（醤油商）、醸造家、政治家（第27代横浜市会議長）。相川醤油社長。金沢区保護司会長。

## 人物
神奈川県横浜市金沢区出身。相川家は江戸時代から室崎屋相川文五郎家の分家として商売をしており、幕末から昭和にかけては、カギ北の商標で醤油や味噌を製造、販売した。
横須賀中学校出身。1981年5月から1983年4月まで横浜市会議長を務めた。住所は六浦。